# Xanthia batnaensis
Xanthia batnaensis là một loài bướm đêm trong họ Noctuidae.